# Ringwall Hünenkeller
Der Ringwall Hünenkeller ist eine ehemalige frühmittelalterliche Ringwallanlage am westlichen Ortsrand des Stadtteils Lengefeld der Kreisstadt Korbach im nordhessischen Landkreis Waldeck-Frankenberg.

## Lage

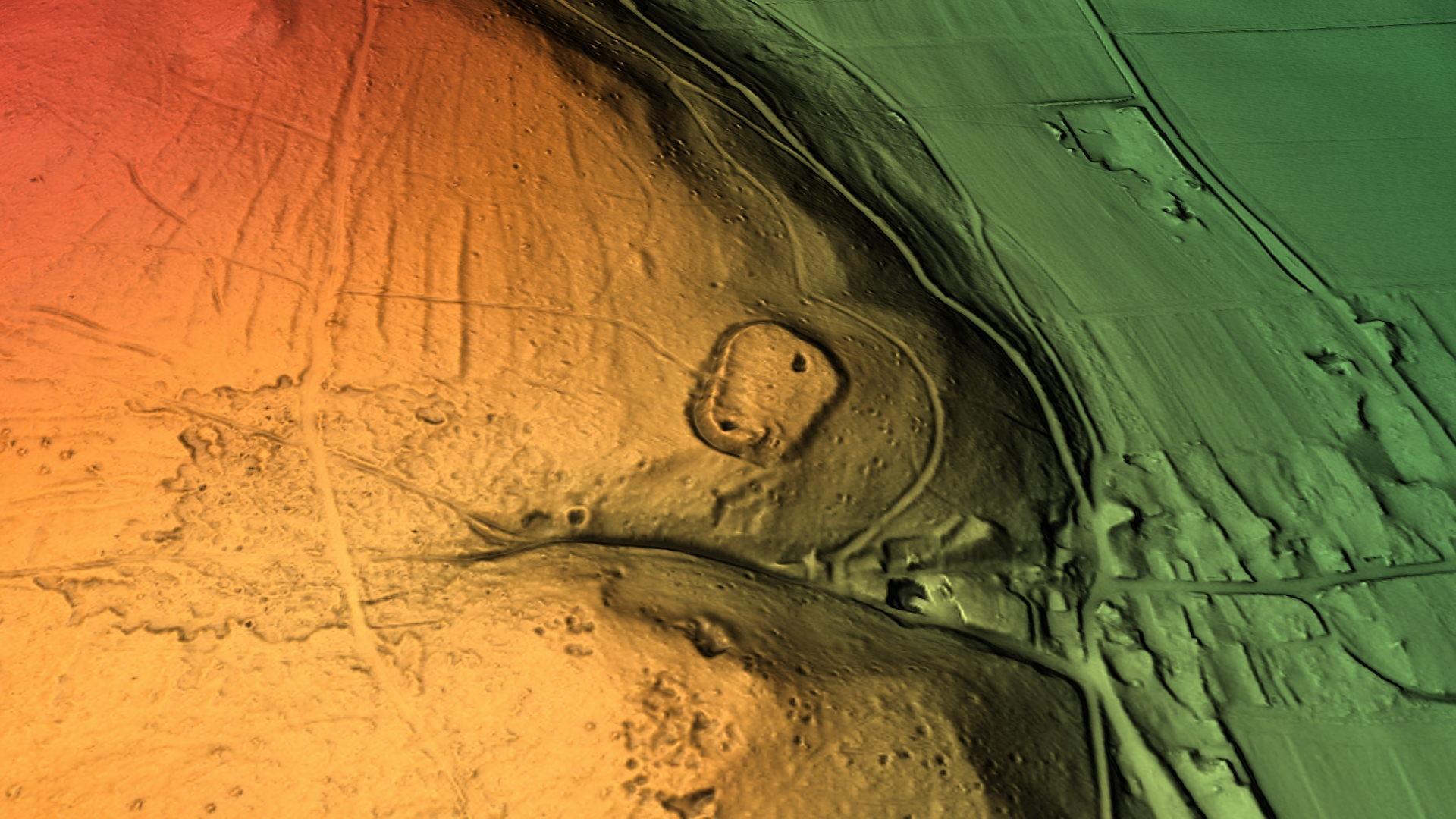
Digitales Reliefbild

Die Überreste der Ringwallanlage Hünenkeller sind etwa drei Kilometer westlich von Korbach oberhalb des westlichen Lengefelder Ortsrandes auf dem Gelände des „Lengefelder Holz“ zu finden. Die Anlage liegt auf einer Anhöhe 451 m ü. NN nördlich eines Einschnitts am Rande des waldeckischen Uplandes.

## Geschichte
Die Ringwallanlage entstand vermutlich Mitte des 9. Jahrhunderts und stammt wahrscheinlich aus ottonischer Zeit. Andere Quellen berichten von einem Entstehungsdatum um 750. Als Vorwerk des Paderborner Herrenhofes zu Korbach wurde Lengefeld unter Lenkevelde 1036 erstmals urkundlich erwähnt. Möglicherweise war die Burg noch im 13. Jahrhundert der Stammsitz der Herren von Lengefeld, die 1228 erstmals urkundlich erwähnt wurden, bevor sie die tiefer gelegene Wasserburg bezogen. Wann sie aufgegeben wurde, ist nicht gesichert. In den Jahren 1962 bis 1974 fanden umfangreichere Ausgrabungen statt.

## Anlage
Von der ovalen Anlage in Hufeisenform mit nach Süden gelegener Öffnung sind noch Teile des östlichen Walls und Mauerreste am Südeingang sichtbar. Mulden im Erdreich deuten auf eingestürzte Keller hin.
Die Anlage hat einen Grabenumfang von etwa 260 m und umfasst eine Fläche von knapp 4800 m2. Die NNO auf SSW Ausdehnung beträgt knapp 88 m, die WNW auf OSO Ausdehnung ist etwa 60 m.
Östlich nur ca. 400 m unterhalb in Ortslage befindet sich die ehemalige Wasserburg Lengefeld mit heute noch vorhandenem schönen Herrenhaus.

## Die Sage vom Hünenkeller
Der Sage nach sollen an diesem Ort riesenhafte Hünen gehaust haben, die gegenüber Menschen feindselig gewesen sein sollen. Aus ihrer unterirdischen Behausung heraus, sollen sie die Gegend verunsichert und Kinder geraubt haben.